# Bilet kasowy
Bilet kasowy – rodzaj pieniądza papierowego.
W Polsce:
1. Banknoty Księstwa Warszawskiego drukowane jednostronnie w Dreźnie, czarną farbą na białym papierze, z datą 1 grudnia 1810, do obiegu wprowadzone w 1811 r., o nominałach: 1 talar (700 tys. egzemplarzy), 2 talary (250 tys. egzemplarzy), 5 talarów (60 tys. egzemplarzy).
2. Banknoty Królestwa Polskiego, wydane w Warszawie w 1824 r., w kolorach: niebieskim, różowym i jasnożółtym, o nominałach: 5 złotych (1,8 mln egzemplarzy), 10 złotych (400 tys. egzemplarzy), 50 złotych (40 tys. egzemplarzy) i 100 złotych (10 tys. egzemplarzy).